# 杜寅傑
杜寅傑（1981年1月10日—），為臺灣的棒球選手之一，曾效力於中華職棒興農牛隊和兄弟象隊，守備位置為投手。

## 經歷
- 花蓮縣光復國小少棒隊
- 花蓮縣光復國中青少棒隊
- 臺北縣中華中學青棒隊
- 台北體院棒球隊
- 兄弟象隊代訓球員
- 中華職棒興農牛隊（2006年－2009年）
- 中華職棒兄弟象隊（2010年）
- 綺麗珊瑚成棒隊（2011年－2015年）
- 綺麗珊瑚成棒隊兼任投手教練（2014年4月－2015年2月）
- 綺麗珊瑚成棒隊助理教練（2015年－2018年）
- 臺東縣豐田國小少棒隊教練（2019年）
- 大漢技術學院棒球隊總教練（2019年－）

## 職棒生涯成績
| 年度   | 球隊   | 出賽 | 勝投 | 敗投 | 中繼 | 救援 | 完投 | 完封 | 四死 | 三振 | 責失 | 投球局數 | 防禦率 |
| ------ | ------ | ---- | ---- | ---- | ---- | ---- | ---- | ---- | ---- | ---- | ---- | -------- | ------ |
| 2006年 | 興農牛 | 16   | 0    | 2    | 0    | 0    | 0    | 0    | 11   | 9    | 16   | 20.2     | 6.97   |
| 2007年 | 興農牛 | 21   | 1    | 2    | 0    | 0    | 0    | 0    | 20   | 15   | 22   | 24.1     | 8.14   |
| 2008年 | 興農牛 | 29   | 0    | 0    | 3    | 0    | 0    | 0    | 25   | 39   | 17   | 50.2     | 3.02   |
| 2009年 | 興農牛 | 13   | 0    | 0    | 1    | 0    | 0    | 0    | 4    | 14   | 15   | 22.0     | 6.14   |
| 2010年 | 兄弟象 | 13   | 1    | 3    | 0    | 0    | 0    | 0    | 12   | 19   | 22   | 36.0     | 5.50   |
| 合計   | 5年    | 92   | 2    | 7    | 4    | 0    | 0    | 0    | 72   | 96   | 92   | 153.2    | 5.39   |

## 特殊事蹟
- 2006年3月24日，一軍生涯初登板對戰誠泰COBRAS隊，中繼1.2局，被擊出三支安打失2分。
- 2007年5月6日，對戰中信鯨隊，中繼1局未被擊出安打、無失分，拿下一軍生涯首勝。
- 2010年9月9日，一軍生涯初先發對戰統一7-ELEVEn獅隊，主投五局用63球，未被擊出安打、無失分，拿下職棒一軍生涯首場先發勝。
- 2012年3月23日，於101年全國成棒甲組春季聯賽對戰長榮大學棒球隊擔任先發投手，主投七局拿下勝投，也是台東紅珊瑚棒球隊隊史首勝。

## 外部連結
- 杜寅傑在台灣棒球維基館上的頁面（繁體中文）
- 球員資訊和成績在中華職棒官網（中文）